# Шамхалаев, Шахбулат Шамхалаевич
Шахбула́т Шамхала́евич Шамхала́ев (27 августа 1983, Урари, Дахадаевский район, Дагестанская АССР, СССР) — российский спортсмен, профессиональный боец смешанного стиля, выступающий в полулёгкой весовой категории. Победитель чемпионата России по муай-тай (тайскому боксу), чемпион мира по муай-тай. Многократный чемпион Дагестана по ушу-саньда и тайскому боксу.

## Биография
Родился в селении Урари Дахадаевского района. В четыре года начал заниматься ушу-саньда у тренера Абдула Газалиева. В 16 лет перешёл тайский в бокс, к тренеру Зайналбеку Зайналбекову. Окончил юридический факультет Дагестанского государственного университета.
В июне 2016 получил огнестрельные ранения в ходе конфликта, произошедшего в ресторане «Петровск» в Махачкале. Шамхалаев был доставлен в больницу. Состояние спортсмена было тяжёлым, он находился в реанимации. Врачам пришлось удалить ему одну почку. Однако вскоре он попытался сбежать из реанимации и даже ударил санитарку. По факту покушения на убийство Шамхалаева было возбуждено уголовное дело по статьям «Покушение на убийство» и «Незаконный оборот оружия».

## Спортивная карьера
Выигрывал чемпионат России по тайскому боксу. Принимал участие в турнирах M-1 Global и других организаций.
В рамках организации смешанных единоборств Bellator боец выступал с 2012 по 2014 год, одержав победу в Гран-при седьмого сезона. После того как августе 2014 года он и ещё 12 бойцов были уволены из Bellator, перешёл в Titan FC.
Всего провёл в смешанных единоборствах 16 поединков, из которых выиграл 12 (8 нокаутом), проиграл 3, ещё один поединок завершился вничью.